# Tangerang
Tangerang är en stad på ön Java i Indonesien. Den tillhör provinsen Banten och ligger strax väster om Jakarta. Staden ingår i Jakartas storstadsområde och har cirka 2,2 miljoner invånare.